# Anua pelor
Anua pelor là một loài bướm đêm trong họ Erebidae.